# Жежерін Вадим Борисович
Жеже́рін Вади́м Бори́сович (нар. 5 листопада 1946, Київ) — радянський і український архітектор. Дійсний член Академії архітектури України, голова Київської організації Національної спілки архітекторів України (з 1990 р.). Член комітету по Державних преміях України в галузі архітектури, Президент Міжнародної асоціації Спілки архітекторів СНД (1996—1997), президент Архітектурної ради Центральної і Східної Європи (1998—2000). Керівник персональної архітектурної майстерні АБК «Жежерін».
У 1970 році закінчив архітектурний факультет Київського інженерно-будівельного інституту. Працював у проєктному інституті «Київпроект».

## Основні праці
- Забудова житлового масиву Теремки-2, мікрорайонів на житлових масивах Лівобережний, Південна Борщагівка, Синьоозерний (Київ, 1972—1989).
- Комплекс Центральних залізничних кас та готелю «Експрес» (Київ, 1978—1985).
- Реконструкція площі Українських Героїв (Київ, 1979—1996).
- Станції київського метрополітену «Площа Українських Героїв» (1981), «Золоті ворота» (1989), інженерний корпус Київського метрополітену та комплекс «Київ-Донбас» на площі Українських Героїв
- Реконструкція району в межах вулиць В'ячеслава Чорновола — Дмитрівської — Павловської (Київ, 1981—1999).
- Реконструкція кварталу по вул. Володимирській, 47-53.
- Забудова і реконструкція Бессарабського кварталу (Київ, 2001—2005).
- Житлові будинки по вул. Богдана Хмельницького, 39, вул. Володимирській, 79, вул. Тургенєвській, 45–49, вул. Павлівській, 37/32.
- Спасо-Преображенський собор в Ліко-граді (Київ, вул. Самійла Кішки (Маршала Конєва), 3а).[1]

## Відзнаки
Заслужений архітектор України (1997), лауреат Державної премії України за архітектуру станції метро «Золоті ворота» (1991), за реконструкцію площі Льва Толстого в місті Києві (1998), народний архітектор України (2004).

## Сім'я
Батько — Жежерін Борис Петрович, український радянський архітектор, заслужений архітектор УРСР, лауреат Державної премії УРСР по архітектурі (1990).
Мати — Гусєва Лідія Олександрівна (1918 р.н.) — архітектор, керівник архітектурно-планувальної майстерні № 2 інституту «Діпромісто» (1944—1979), керівник проєктів будівництва міста Кузнецовська, мікрорайону «Український» у зруйнованому землетрусом Ташкенті, житлових будинків № 24, 24-а по вулиці Січневого повстання (нинішня адреса — Лаврська вулиця, 4, 4-а), будинку № 129—131 по Червоноармійській вулиці (нині — Велика Васильківська вулиця), № 34-а по вулиці Кірова (нині — вулиця Михайла Грушевського) в Києві та ін

## Зображення

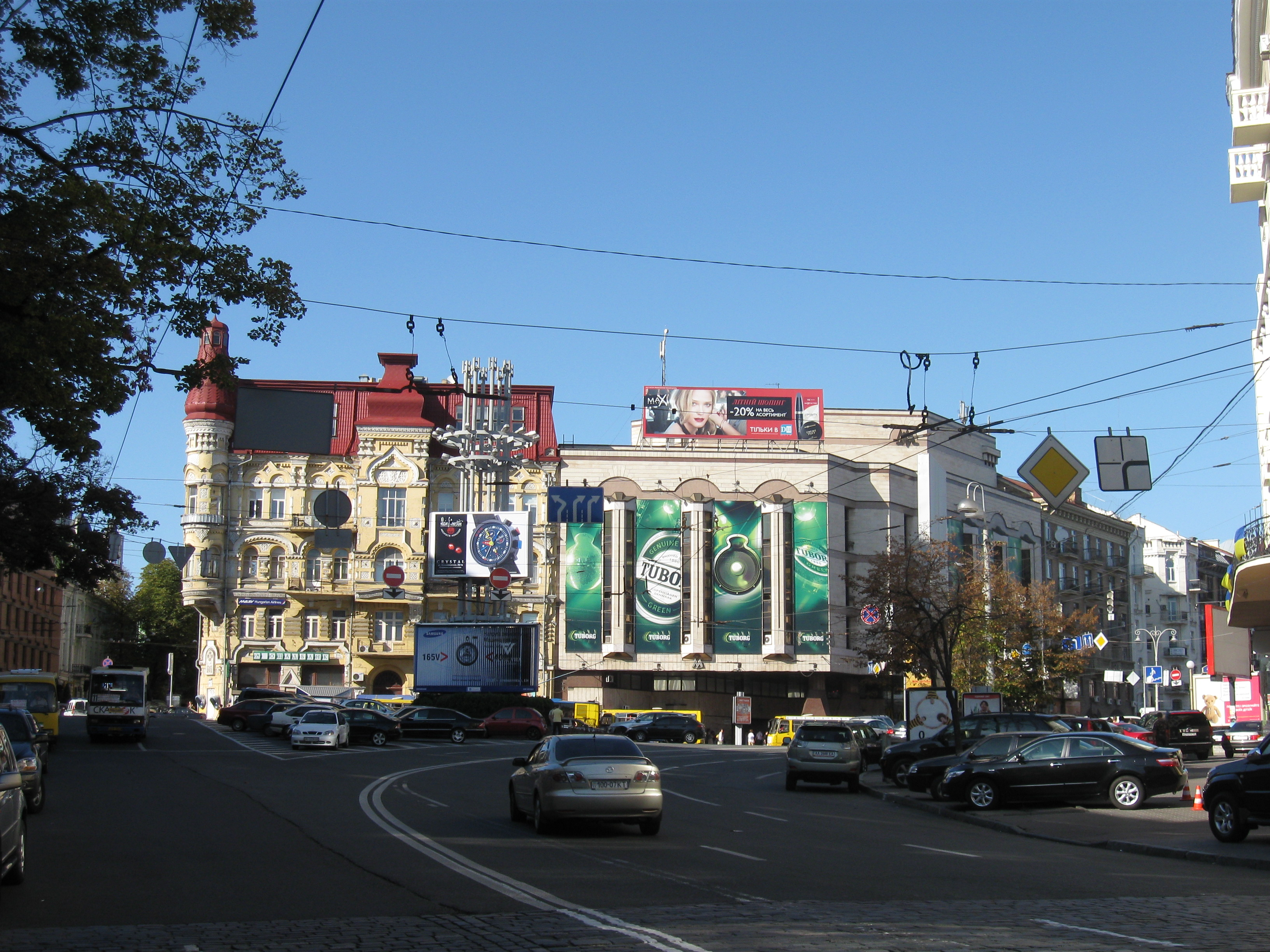
Площа Українських Героїв
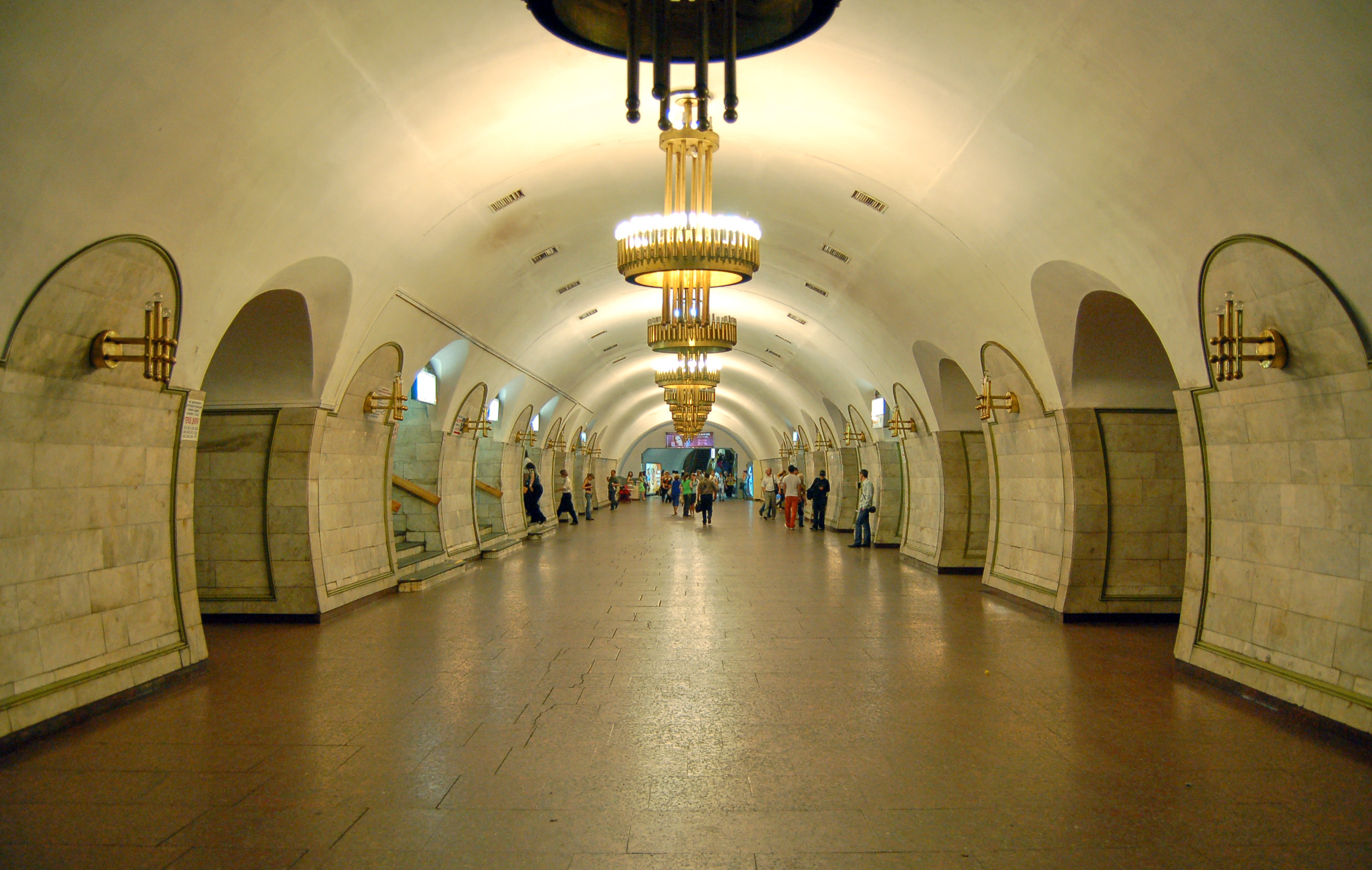
Станція метро «Площа Українських Героїв»
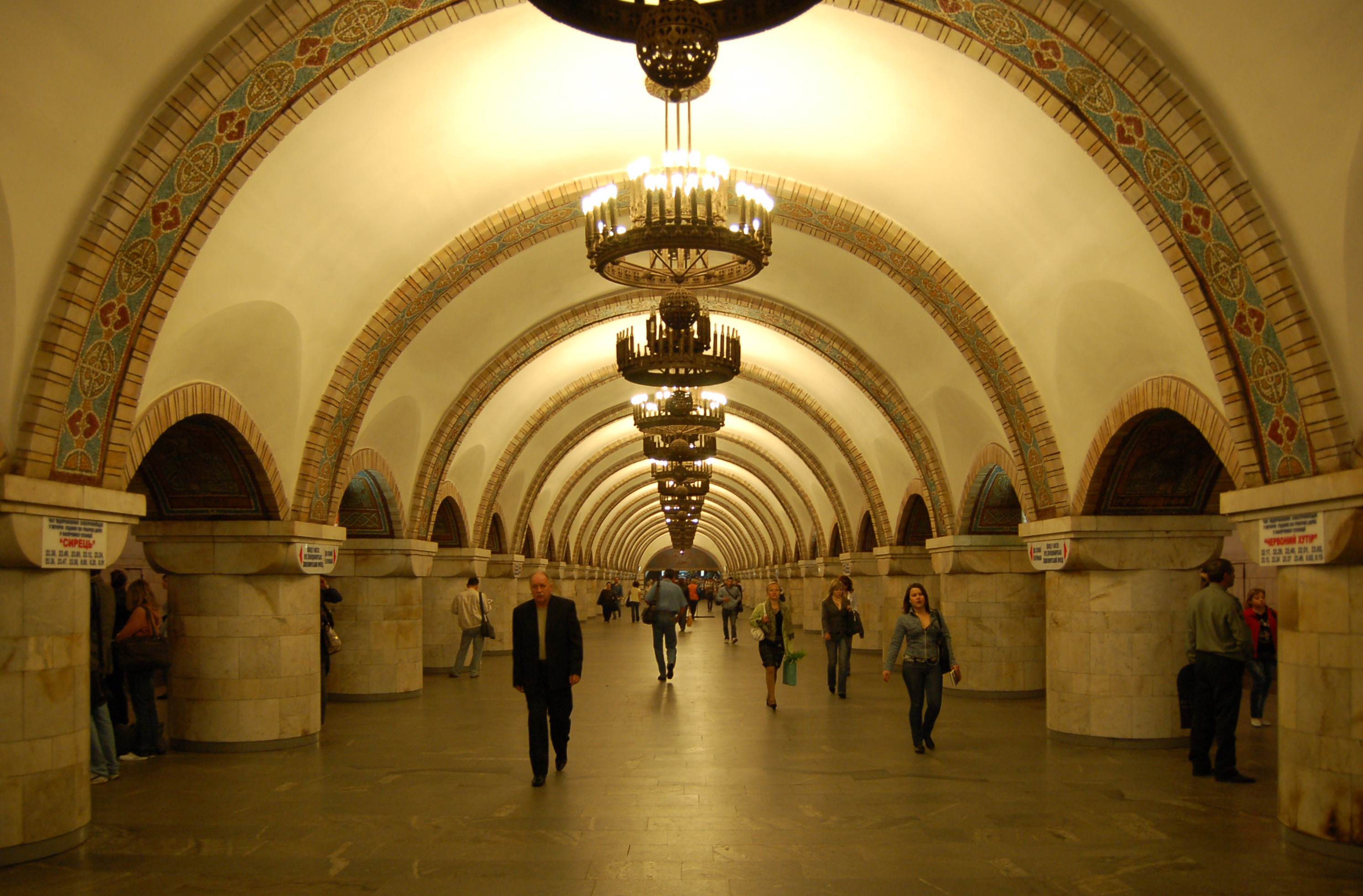
Станція метро «Золоті ворота»